# Tympan (imprimerie)
Pour les articles homonymes, voir Tympan.

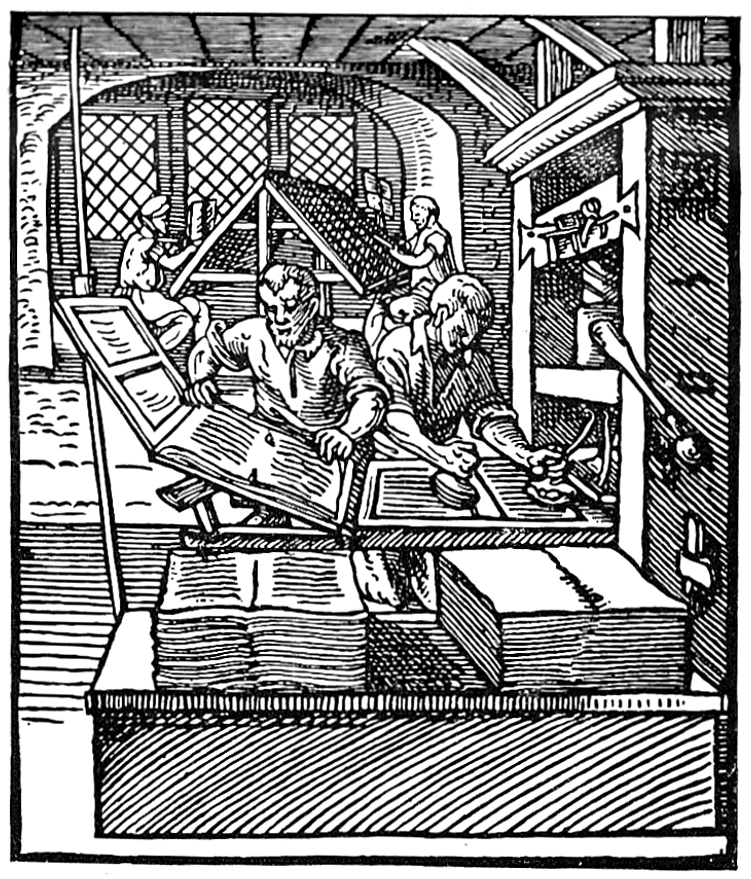
Atelier d’imprimerie : le typographe retire la feuille imprimée du tympan. La frisquette est l’élément au-dessus du tympan. Gravure de Jost Amman (1568).

Dans une presse typographique traditionnelle, le tympan est un volet articulé qui se rabat sur la feuille de papier déposée sur la forme imprimante encrée, à la fois pour la maintenir et pour recevoir et transmettre la pression exercée par la platine.

## Description
Le tympan est constitué d’un cadre, en bois à l’origine, en métal par la suite, fixé par des charnières au chariot, support mobile de la forme. Il est garni à l’intérieur d’une forte toile, qui joue le rôle d’amortisseur entre la platine et le papier, afin de répartir la pression et d’éviter le « foulage » (déformation du papier par la pression des caractères métalliques). On peut par ailleurs ajouter un « habillage » (tissu ou feuilles de papier) afin de moduler cette action.
À l’autre extrémité du tympan, à l’opposé des charnières, s'articule un autre cadre, la frisquette ou « petit tympan », garnie d’une feuille de papier fort, de parchemin ou de métal, et découpée aux dimensions de la forme imprimante. La frisquette sert d’une part à maintenir exactement à sa place la feuille de papier, rendant plus rapide l’opération (la feuille est placée sur le tympan, on rabat dessus la frisquette, et on rabat l’ensemble sur la forme), et à protéger les marges de tout risque de maculage. La frisquette, étant mobile et changeant selon les formes imprimantes, est rarement retrouvée en place sur les presses anciennes.
L’ensemble tympan-frisquette est parfois désigné comme le tympan, on distingue alors le « grand tympan » et le « petit tympan ».

## Historique
Le tympan apparaît dans la seconde moitié du XVIe siècle et son utilité première est d’assurer le registre (correspondance précise entre les deux côtés imprimés sur une même feuille, qui nécessite un repérage précis de la feuille au moment de l’impression. On repérait probablement, auparavant, par des pointes fixées entre la composition et le châssis. La gravure de Jost Amman semble d’ailleurs montrer deux pointes dans la partie médiane du tympan. Le tympan permet de positionner exactement la feuille. La frisquette apparaît très vite ensuite.
Le tympan durera aussi longtemps que les presses typographiques traditionnelles, et disparaît avec les presses à cylindre. L’amortissement entre le papier et la partie exerçant la pression, un cylindre, se fait par un habillage du cylindre, ou blanchet. Sur les presses offset, le blanchet est un cylindre de caoutchouc qui prend l’impression de la plaque, pour la reporter sur le papier. Un autre cylindre, lui aussi garni de caoutchouc, assure la contre-pression. L’impression étant « à plat », il n’y a pas de foulage possible.
Les presses lithographiques peuvent parfois être équipées d’un tympan.